# 凱萊公式
在图论中，凯莱公式（Cayley formula）计算完全图的生成树的总数。若有{\displaystyle n}个顶点，生成树的数量是{\displaystyle n^{n-2}}。

2、3、4个顶点中的生成树

这个定理以阿瑟·凯莱的名字命名。

## 证明办法
- 使用矩阵树定理[6]
- 使用母函数[7]
- 普吕弗序列